# Eddie Albert

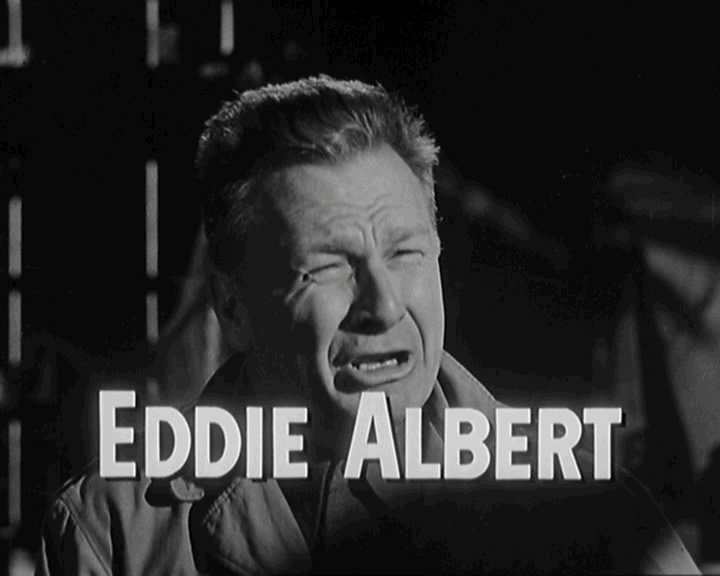
Eddie Albert i krigsfilmen Attack från 1956.

Eddie Albert, ursprungligen Edward Albert Heimberger, född 22 april 1906 i Rock Island i Illinois, död 26 maj 2005 i Pacific Palisades i Los Angeles i Kalifornien (i lunginflammation), var en amerikansk skådespelare.

## Biografi
Eddie Albert började sitt yrkesverksamma liv som biträde i en glassbar, uppträdde som trapetsartist på cirkus, sjöng i radio i en grupp som kallade sig Threesome och hamnade så småningom på Broadway.
Han gjorde filmdebut 1938 i "Brother Rat", där han spelade mot Ronald Reagan. Under andra världskriget blev Eddie Albert en verklig krigshjälte vid söderhavsön Tarawa, där tusentals amerikaner och japaner miste livet under ett slag som varade i tre dygn. Eddie Albert negligerade den order han fått, att samla in användbar militärutrustning från slagfältet. Istället räddade han livet på många sårade, som hade övergivits under eldstriderna, och för sin insats belönades han med krigsdekorationen Purple Heart.
Han har medverkat i en lång rad filmer, oftast i biroller, som en enkel, trevlig kille och filmhjältens bäste vän. 
Bland hans mest kända filmroller kan nämnas Prinsessa på vift (1953; för sin roll som Gregory Pecks fotograferande vän nominerades han för en Oscar), "Oklahoma" (1955), "Jag gråter imorgon" (1955), "Tehuset Augustimånen" (1956) och "Den längsta dagen" (1963). Han blev en andra gång nominerad för en Oscar för sin roll i filmen "Hjärtekrossaren" 
(1972). Under åren 1965–1971 medverkade han i TV-serien "Green Acres".
Eddie Albert gifte sig 1945 med skådespelaren Margo (död 1985); i äktenskapet föddes sonen Eddie Albert Jr. (1951), även han skådespelare under namnet Edward Albert.

## Filmografi i urval
- 1979 – Airport 80 - Concorde
- 1978 – Crash (TV-film)
- 1975 – Den äventyrliga flykten
- 1975 - Krona eller klave (TV-serie)
- 1971 - Columbo, avsnitt Dead weight (TV-serie)
- 1962 – Den längsta dagen
- 1956 – Attack
- 1955 – Oklahoma!
- 1953 – Prinsessa på vift
- 1950 – Hon stod i rök och damm
- 1948 – Upp genom luften
- 1941 – Vagnarna rulla om natten
- 1940 – Reuter meddelar